# 上海市道教会
上海市道教会是1947年由中华民国上海市的正一、全真两派联合组织的一个全国性的道教组织。由第六十三代天师张恩溥在上海民政局长张晓松的支持下所发起的。
1947年3月15日，在杭州玉皇山福星观召开了上海市道教会成立大会。上海市道教会设理事长一名，常务理事4名，理监事30名，以“研究玄学，阐扬教义、刷新教务、联络道友感情、发展宗教事业”为宗旨。4月，陈撄宁起草了《复兴道教计划书》，提出“讲经、道学研究、报刊、图书、道书、救济、修养、农林、科仪”等复兴计划。但因第二次国共内战而未能实施。